# Complicated (utwór Rihanny)
„Complicated” – utwór barbadoskiej piosenkarki Rihanny z jej piątego albumu studyjnego, zatytułowanego Loud. Został napisany i wyprodukowany przez Tricky Stewarta i Ester Dean. „Complicated” to dance-popowa, hip-hopowa oraz trancowa kompozycja z elementami popu, dance-popu i R&B. Zawiera liryczny tekst wyjaśniający jak dwoje ludzi w związku może skomplikowanie odnaleźć siebie nawzajem. Odbiór utworu przez krytyków muzycznych był pozytywny, a większość z nich uznała go za jeden z najlepszych utworów Rihanny na jej piątym albumie. Krytycy chwali też wokal piosenkarki w utworze. Po wydaniu albumu w listopadzie piosenka była notowana na 50. miejscu na liście Gaon Chart.

## Tło i inspiracja
„Complicated” został napisany i wyprodukowany przez Tricky Stewarta i Ester Dean na piąty album Rihanny, zatytułowany Loud. Nagrany został w 2010 roku w dwóch studiach nagraniowych w Los Angeles: Westlake Recording Studios i Larrabee Sound Studios. Rihanna w wywiadzie dla Sway Callowaya z MTV wyjaśniła sens „Complicated” i jak jest on stosowany u mężczyzn i kobiet, mówiąc:

Ta piosenka nie zależy od płci. To nie tak, że tylko kobiety mogą śpiewać tę piosenkę lub tylko kobiety mogą odnosić się do tej piosenki, bo to indywidualna sprawa i czasami, czasami mężczyźni są po prostu zbyt skomplikowani, z drugiej strony mężczyźni mogą uważać kobiety za skomplikowane.
Ale to wszystko zależy od jednostki. Bo nie wszystkie kobiety uważają, że miłość jest skomplikowana i nie wszyscy mężczyźni tak uważają, ale są pewne kobiety i mężczyźni, którzy mocno wierzą, że miłość jest po prostu zbyt skomplikowana.
Kobiety są pierwszymi, które mówią "To twoja wina", ale w większości przypadków jest to wina [człowieka]. Ale mężczyźni także są świetni w odwracaniu tego g... na nas, sprawiając że wierzymy że to my jesteśmy winne, chociaż nic złego nie zrobiłyśmy. Koniec końców, miłość jest piep...nie skomplikowana.

## Kompozycja
„Complicated” to dance-popowy, hip-hopowy i trancowy utwór, trwający 4 minuty i 17 sekund. Zawiera on też elementy popu, dance-popu i R&B. Emily Mackay z NME stwierdziła, że utwór jako „czysty numer z ostrym dance-popem, wspierany przez ciemny rytm hip-hopowy”. Zgodnie z akordami opublikowanymi przez EMI utwór jest napisany w tonacji a-moll i mieści się w momencie wspólnego czasu z umiarkowanym electro-balladowym rowkiem. Instrumentalna wersja „Complicated” składa się bitów syntezatora i „trzasków” perkusji i bębnów.
W utworze można także usłyszeć klawisze fortepianu i struny gitarowe. Średnio skala głosu Rihanny w utworze mieści się od dolnej nuty G3 do najwyższej C5. Mackay zauważył, że wokalistka przyjęła w utworze „melancholijny wokal pop”. Czad Grischow z IGN stwierdził, że Rihanna prawdopodobnie wokalnie krzyczy podczas zadzioru, powodując rytm roztrzęsionego tańca. Dodał też, że wokalista przyjemniej brzmi podczas wersów, pisząc: „Piosenka rzeczywiście brzmi świetnie kiedy są lekkie, odważne wersety o skromnej budowie zadzioru, umożliwiając jej śpiewać, a nie krzyczeć”. Rihanna śpiewa o kompilacjach w związku, jak również w jaki sposób bohater może doświadczyć wahań nastroju, przy czym jego uczucie najczęściej zmienia stronę ku swojej kochanki.

## Lista utworów
- Wersja albumowa[4]

1. „Complicated” – 4:17

## Listy przebojów
Zaraz po wydaniu Loud, „Complicated” zadebiutował na 50. miejscu na liście Gaon Chart, wydanej 14 listopada 2010 roku.
| Lista przebojów (2010)        | Najwyższa pozycja |
| ----------------------------- | ----------------- |
| Korea Południowa (Gaon Chart) | 50                |